# Aire d'attraction de Montbéliard
L'aire d'attraction de Montbéliard est un zonage d'étude défini par l'Insee pour caractériser l’influence de la commune de Montbéliard sur les communes environnantes. Publiée en octobre 2020, elle se substitue à l'aire urbaine de Montbéliard, qui comportait 121 communes dans le zonage de 2010.

## Définition
L'aire d'attraction d'une ville est composée d’un pôle, défini à partir de critères de population et d’emploi ainsi que d’une couronne constituée des communes dont au moins 15 % des actifs travaillent dans le pôle. Le pôle d’attraction constitue ainsi un point de convergence des déplacements domicile-travail,.

## Géographie
L’aire d'attraction de Montbéliard est une aire inter-départementale qui comporte 137 communes : 99 situées dans le Doubs, 33 dans la Haute-Saône et 5 dans le Territoire de Belfort. 

### Carte

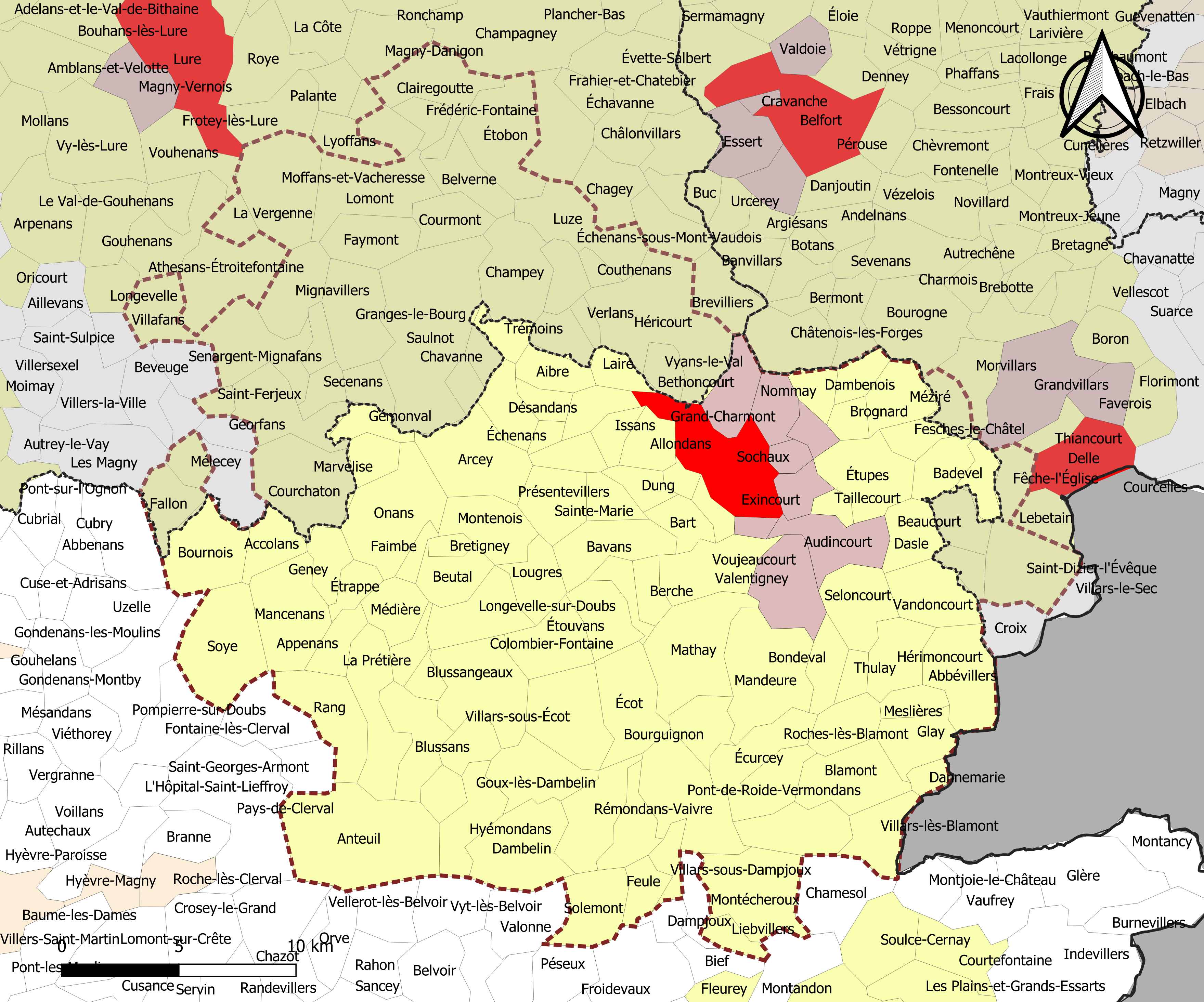
Carte de l'aire d'attraction de Montbéliard.
Commune-centre
Commune du pôle principal
Commune de la couronne

### Composition communale
| Catégorie                  | Département           | Communes | Communes |
| Catégorie                  | Département           | Nombre   | Libellé |
| -------------------------- | --------------------- | -------- | --- |
| Commune-centre             | Doubs                 | 1        | Montbéliard. |
| Communes du pôle principal | Doubs                 | 8        | Arbouans, Audincourt, Bethoncourt, Exincourt, Grand-Charmont, Sochaux, Valentigney, Vieux-Charmont. |
| Communes de la couronne    | Doubs                 | 90       | Abbévillers, Accolans, Aibre, Allenjoie, Allondans, Anteuil, Appenans, Arcey, Autechaux-Roide, Badevel, Bart, Bavans, Berche, Beutal, Blamont, Blussangeaux, Blussans, Bondeval, Bourguignon, Bournois, Bretigney, Brognard, Colombier-Fontaine, Courcelles-lès-Montbéliard, Dambelin, Dambenois, Dampierre-les-Bois, Dampierre-sur-le-Doubs, Dannemarie, Dasle, Désandans, Dung, Échenans, Écot, Écurcey, Étouvans, Étrappe, Étupes, Faimbe, Fesches-le-Châtel, Feule, Gémonval, Geney, Glay, Goux-lès-Dambelin, Hérimoncourt, Hyémondans, L'Isle-sur-le-Doubs, Issans, Laire, Lanthenans, Liebvillers, Longevelle-sur-Doubs, Lougres, Mancenans, Mandeure, Marvelise, Mathay, Médière, Meslières, Montécheroux, Montenois, Neuchâtel-Urtière, Nommay, Onans, Pierrefontaine-lès-Blamont, Pont-de-Roide-Vermondans, Présentevillers, La Prétière, Rang, Raynans, Rémondans-Vaivre, Roches-lès-Blamont, Saint-Julien-lès-Montbéliard, Sainte-Marie, Saint-Maurice-Colombier, Sainte-Suzanne, Seloncourt, Semondans, Solemont, Sourans, Soye, Taillecourt, Thulay, Vandoncourt, Le Vernoy, Villars-lès-Blamont, Villars-sous-Dampjoux, Villars-sous-Écot, Voujeaucourt. |
| Communes de la couronne    | Haute-Saône           | 33       | Belverne, Champey, Chavanne, Clairegoutte, Coisevaux, Courchaton, Courmont, Couthenans, Crevans-et-la-Chapelle-lès-Granges, Étobon, Fallon, Faymont, Frédéric-Fontaine, Granges-la-Ville, Granges-le-Bourg, Héricourt, Lomont, Luze, Magny-Jobert, Mélecey, Mignavillers, Moffans-et-Vacheresse, Saint-Ferjeux, Saulnot, Secenans, Senargent-Mignafans, Trémoins, Vellechevreux-et-Courbenans, La Vergenne, Verlans, Villafans, Villers-sur-Saulnot, Vyans-le-Val. |
| Communes de la couronne    | Territoire de Belfort | 5        | Beaucourt, Fêche-l'Église, Méziré, Montbouton, Saint-Dizier-l'Évêque. |

## Démographie
Cette aire est catégorisée dans les aires de 50 000 à moins de 200 000 habitants, une catégorie qui regroupe 18,4 % de la population au niveau national.